# اتو شانکار
'اتو شانکار (به انگلیسی: Auto Shankar) فیلمی محصول سال ۲۰۰۵ و به کارگردانی دی. راجندرا بابو است. در این فیلم بازیگرانی همچون اوپندرا راو، شیلپا شتی، رادیکا کوماراسوامی، سودا رانی و تلنگانا شکونتلا ایفای نقش کرده‌اند.